# Polska Federacja Rynku Nieruchomości
Polska Federacja Rynku Nieruchomości (PFRN) – związek stowarzyszeń związanych z rynkiem nieruchomości w Polsce.
Związek został zarejestrowany 24 stycznia 1995 roku przez sześć regionalnych stowarzyszeń pośredników w obrocie nieruchomościami. W tym samym roku organizacja była jednym z członków założycieli CEREAN oraz nawiązała współpracę z EERPF. W następnym roku PFRN nawiązała współpracę z National Association of Realtors. Do lutego 1997 związek działał pod nazwą Polska Federacja Pośredników w Obrocie Nieruchomościami. W czerwcu 2001 roku federacja była jednym z członków założycieli Międzynarodowego Aliansu Stowarzyszeń Rynku Nieruchomości. W roku 2003 brała udział w organizacji IX Międzynarodowej Konferencji CEREAN w Kijowie. W 2008 roku PFRN zorganizowała konferencję międzynarodową Zawody Nieruchomościowe w krajach Unii Europejskiej i w Stanach Zjednoczonych, w której udział wzięli m.in. prezydent CEPI Frans A.J. Burgering, prezydent International Real Property Foundation Norman D. Flynn oraz prezes RICS Polska Chris Grzesik.
PFRN brała udział przy tworzeniu Ustawy o gospodarce nieruchomościami oraz opracowywaniu regulacji prawnych dotyczących pośredników w obrocie nieruchomościami i zarządców nieruchomości.
Po wprowadzeniu tzw. ustawy deregulacyjnej od 1 stycznia 2014 roku kontynuuje prowadzenie Centralnego Rejestru Pośredników i Zarządców, nadając branżowe licencje pośrednika w obrocie nieruchomościami i zarządcy nieruchomości PFRN.
Obecnie zrzesza 16 regionalnych stowarzyszeń pośredników oraz zarządców, czyli ponad 2000 osób. Co roku organizuje Krajowy Kongres PFRN. Od 2000 roku jest wyłącznym organizatorem szkoleń CCIM w Polsce, a od 2018 roku kursów IREM.
Prezydenci PFRN minionych kadencji:
- 1995-1997 – Szymon Sędek[4]
- 1997-1999 – Szymon Sędek[4]
- 1999-2001 – Janusz Lisiecki[4]
- 2001-2004 – Zbigniew Kubiński
- 2004-2006 – Marek Stelmaszak[4]
- 2006-2008 – Aleksander Scheller[4]
- 2008-2010 – Aleksander Scheller[4]
- 2010-2012 – Wojciech Kuc
- 2012-2014 – Leszek A. Hardek[4]
- 2014-2016 – Leszek A. Hardek[4]
- 2016-2018 – Andrzej Piórecki
- 2018-2020 – Andrzej Piórecki
- 2020-2022 – Renata Piechutko
- 2022-2024 - Renata Piechutko
- 2024-2026 - Paweł Szymański